# Magnetaufzeichnung
Eine magnetische Aufzeichnung (MAZ) ist eine elektronische analoge oder digitale Aufzeichnung von Inhalten visueller, akustischer oder abstrakter Natur auf magnetische Medien, meistens Magnetbändern (Magnetbandaufzeichnung). Im professionellen Sprachgebrauch steht MAZ für die in Fernsehanstalten verwendeten Videoband-Formate und -Geräte. Für Heimvideo-Formate und Audio-Aufzeichnung (Tonband) wird die Bezeichnung selten verwendet.

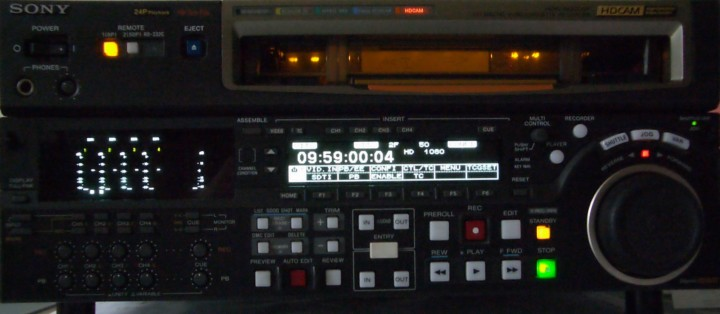
Ein HDCAM-Masterrekorder für digitales Kino und HDTV

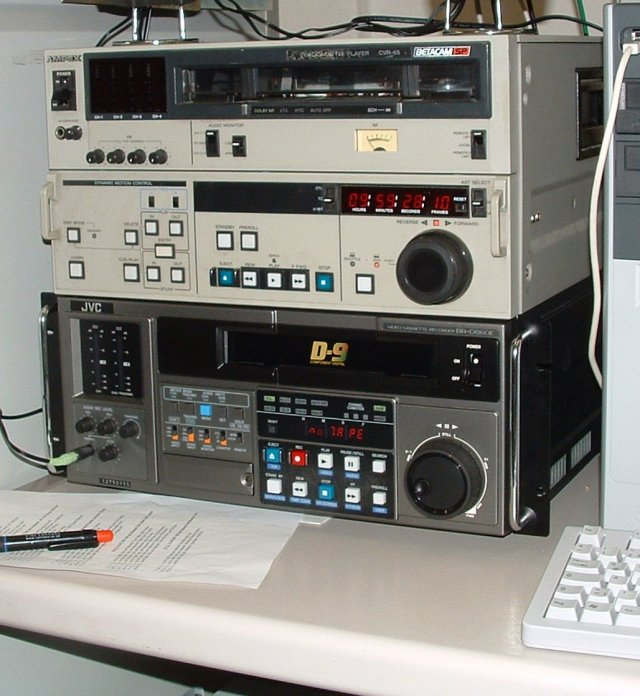
Zwei MAZ-Geräte (oben: Betacam SP, unten: D9)

Ähnlich wie bei der „Floppy“ wurde die ursprünglich für den Informationsträger gedachte Bezeichnung im alltäglichen Sprachgebrauch für das Aufzeichnungsgerät zweckentfremdet. In Fernsehsendern und Fernsehproduktionsunternehmen sind MAZen üblicherweise Videoplayer bzw. Videorekorder, die für Schnitt oder Sendeabwicklung verwendet werden.
MAZen im umgangssprachlichen Gebrauch zeichnen sich vor allem dadurch aus, dass sie timecodefähig sind, bildgenau von einer Schnittsteuerung gesteuert werden können, bildgenau Schnitte ausführen können und professionelle Standards für die Signalübertragung nutzen (symmetrische Audio-Verkabelung via XLR, Übertragung des Bildes in FBAS (Composite, Farb-Bild-Austast-Synchron-Signal), Component Video (YPbPr) oder Serial Digital Interface (SDI) über Koaxialkabel). Bei SDI werden die Bild- und Ton-Signale digital über ein einziges Kabel übertragen.
Typische MAZen des beginnenden 21. Jahrhunderts passen in 19-Zoll-Schränke (Rack), sind von ein bis zwei Personen tragbar und zeichnen die Daten auf Magnetbandkassetten auf. Seit 2004 werden auch MAZ-Geräte angeboten, die Festplatten nutzen. Auch optische Medien und Festspeicherkarten werden als alternative Speichermedien zum Band angeboten.
Typische MAZen vor der Zeit der Kassetten zeichneten auf große offene Spulen gewickeltes Magnetband auf und verbrauchten jeweils mindestens genau so viel Fläche wie ein 19-Zoll-Schrank. Zur Vereinfachung des Transports waren sie rollbar.
Heute gebräuchliche MAZ-Formate sind Betacam SP, Digital Betacam, HDCAM, IMX, DVCAM, DV, D-9, DVCpro und DVCproHD.
Unter Fernsehjournalisten wird der Begriff MAZ auch als Synonym für einen Filmbericht (klassischerweise mit O-Tönen) benutzt. Diese Filmberichte haben in der Regel eine Länge von etwa zweieinhalb bis fünf Minuten. Im Gegensatz dazu steht die NiF (Nachricht im Film), eine mit bewegten Bildern unterlegte Nachricht, die nicht länger als 60 Sekunden gehalten ist.

## Funktionsprinzip der magnetischen Aufzeichnung
Um Informationen auf einem Magnetband zu speichern, ist ein Schreibkopf nötig. Der Schreibkopf besteht aus einem hochpermeablen Kern und einer Spule mit sechs oder sieben Windungen. Durch einen Aufsprechstrom, der durch die Spule fließt, wird ein Magnetfeld erzeugt, das durch einen kleinen Luftspalt an einer Seite des Magneten austreten muss. Die Luft hat einen viel größeren magnetischen Widerstand als das Material des Schreibkopfes. Nun durchsetzen die Magnetfeldlinien das zu beschreibende Magnetband, während sich Kopf und Band relativ zueinander bewegen. Durch die spezielle Bandbeschichtung kann das Band durch das Magnetfeld magnetisiert werden. Die Information spiegelt sich also in der örtlichen Struktur der Magnetisierung wider; sie ist quasi in Form von kleinen Permanentmagneten bzw. kleinen Magnetfeldern auf dem Band gespeichert. Je niedriger die Frequenz des Aufsprechstroms ist, desto größer ist die Länge eines Permanentmagneten. Aufgrund der bei der analogen Videoaufzeichnung üblichen Frequenzmodulation – auf dem Band also sozusagen eine „Magnetlängenmodulation“ –, ist also die eigentliche Information, die nachher beim Lesen verwendet wird, in der Länge dieser Permanentmagnete gespeichert.

## Technische Entwicklung

### Bis 1970

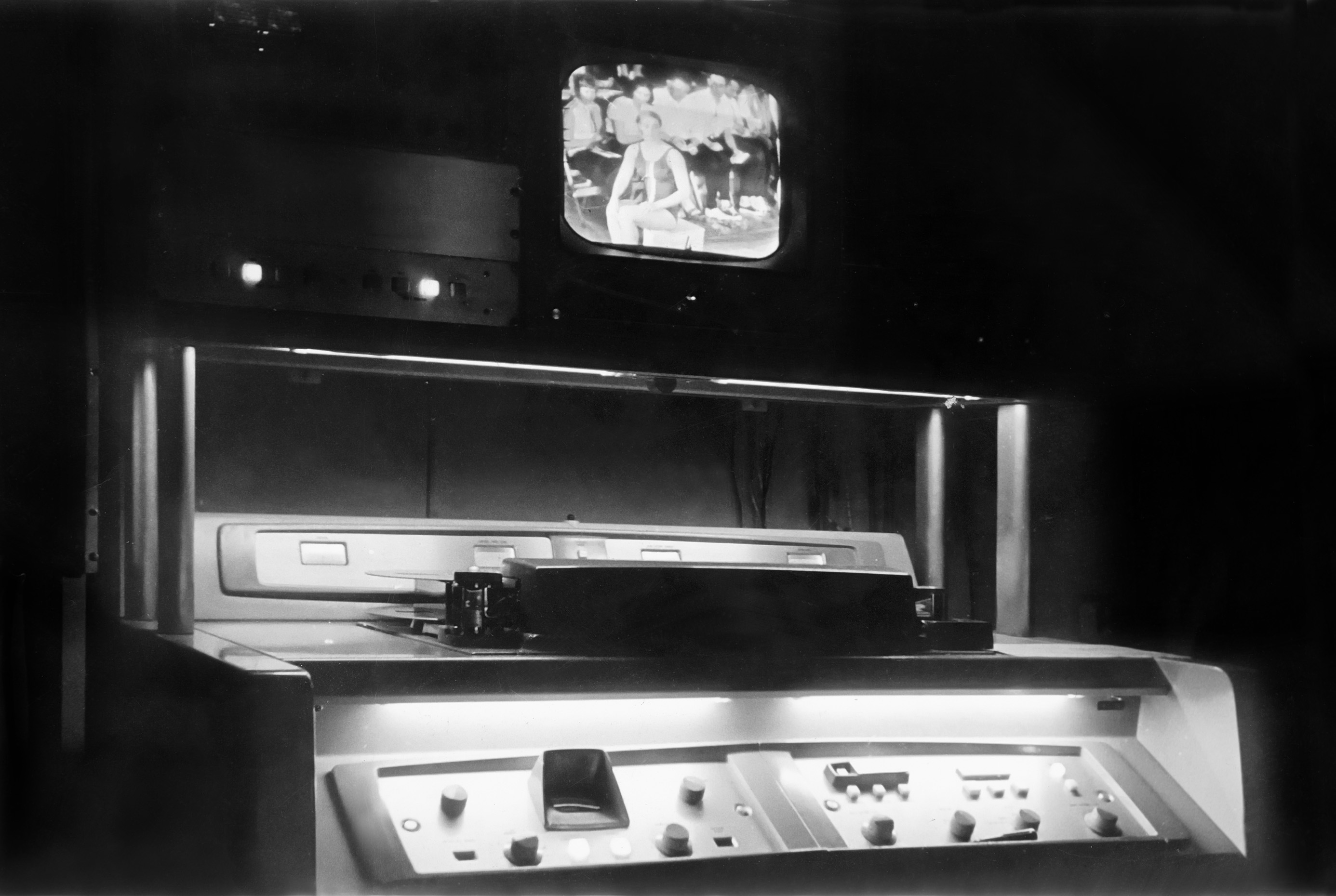
Konsole der VR 1000C (um 1965)

In den 1920er- bis 1940er-Jahren begannen Versuche, Bilder auf Schellackplatten (Baird Phonovision, 1928) und Magnetbändern zu speichern. Allerdings waren die Ergebnisse unbefriedigend. Erst 1956 stellte Ampex mit der VR 1000 die erste Maschine vor, die ein BAS-Signal (Schwarzweiß-Videosignal) auf 2-Zoll-Magnetband aufzeichnete. Dabei betrug das Gewicht der Maschine 400 Kilogramm und die Bandspulen wogen 15 kg. Ein weiterer Nachteil war die Konstruktion auf Basis der Elektronenröhre, somit waren Bildschwankungen unvermeidlich. Die Bildspuren wurden quer zur Bandrichtung im segmentierten Direct-FM-Verfahren geschrieben, was pro Halbbild fünf Spuren bei 60 Hz NTSC-Übertragung entspricht. Diese Maschine bekam den Spitznamen 2-Zoll-Quadruplex, welcher meist mit 2-Zoll-Quad abgekürzt wurde. Es war erstmals möglich, Ton (Mono) und Bild auf einem Band aufzuzeichnen, wobei der Schnitt anfangs mechanisch durchgeführt wurde. Da Bild- und Tonkopf nicht an derselben Stelle platziert waren, musste man sich entscheiden, ob Ton oder Bild synchron laufen sollten. Verwendung fand das Format nur im Studio, um Filmmaterial und teure Entwicklungs- sowie Abtastzeiten in der Filmaufzeichnung zu sparen. Ab 1958 konnte die 2-Zoll-Quadruplex auch in Farbe im NTSC-System aufzeichnen und im selben Jahr wurde die Schwarzweiß-Aufzeichnung auf 2-Zoll-Quad im deutschen Fernsehen eingeführt. Als Weiterentwicklung war ab 1964 das 2-Zoll-High-Band (Hi-Band) mit Stereoaufzeichnung verfügbar. Im gleichen Jahr brachte Sony das 1-Zoll-EV-Format auf den Markt, wobei der Recorder zwar schwer, aber transportabel war. Das Format konnte anfangs eine Stunde in Schwarzweiß auf ein Zoll breitem Band aufzeichnen. Spätere Modelle der EV-200- und EV-300-Serie konnten mittels externem Adapter in Farbe aufnehmen. Das System wurde nur für Schul- und Industriezwecke verwendet.
Das Nachfolgeformat CV-Format von Sony mit 1⁄2-Zoll-Band erschien schon im selben Jahr und diente ebenfalls Industriezwecken. Die Maschine war ein „Skip-Field“-Recorder, es wurde also immer nur jedes zweite Bild aufgezeichnet, dieses bei der Wiedergabe aber doppelt abgetastet. 1966 wurde im WDR-Farblabor in Köln eine US-amerikanische 2-Zoll-Schwarz-Weiß-MAZ RCA TR 22 für erste PAL-Aufzeichnungen modifiziert und die gemachten Erfahrungen flossen ab 1967 in den farbtauglichen Nachfolger TR 70 ein. Ein Jahr später entwickelte Philips mit dem LDL-Videoformat das erste für den Heimgebrauch vorgesehene Videoformat. Auf den offenen Spulen konnten 45 Minuten Bild und Ton aufgezeichnet werden.
1969 startete Akai eine Serie mit portablen Geräten und 1⁄4-Zoll-Band, deren Aufnahmezeit 20 Minuten pro Spule betrug. Das Band nutzte die Omega-Umschlingung der Kopftrommel.

### 1970 bis 1979
1970 führte die Electronic Industries Association of Japan (EIAJ) ein 1⁄2-Zoll-Videosystem ein, an dem Sony beteiligt war. Es war das erste Mal, dass sich mehrere Hersteller – in diesem Fall hauptsächlich Sony und Panasonic – zusammenschlossen und ein Format entwickelten. Dabei gab es zwischen den einzelnen Mitgliedern Streitigkeiten um die Farbspezifikationen und um das Pilottonsystem. Für das System existierten Spulen- und Kassettengeräte und es fand auch den Weg in den Endkundenbereich, so dass sich hauptsächlich Familienvideos und Industriefilme auf den Spulen bzw. Kassetten fanden. Die ursprüngliche EIAJ-Spezifikation konnte nur Schwarzweißbilder aufzeichnen; erst die Weiterentwicklung EIAJ-2 konnte Farbbilder aufzeichnen.
1971 brachte Sony U-matic auf den Markt, ein Colour-Under-System mit 3⁄4-Zoll-Band und einer Stunde Spieldauer. Die Videobandbreite betrug maximal 3,4 MHz und damit etwa die Hälfte der 2-Zoll-Systeme. Aufgezeichnet wurden das FBAS-Signal, zwei Audiokanäle sowie eine CTL-Spur. Obwohl ursprünglich nicht als professionelles Videosystem gedacht, wurde es in den Tagesnachrichten zunehmend durch US-TV-Sender eingesetzt. Die Kassetten waren kompakter als bisherige Formate und eigneten sich besser für den Einsatz in portablen Geräten.
Philips führte 1972 das VCR-Format für den Heimgebrauch ein, bei dem die Spulen in der kompakten Kassette übereinander lagen. Die maximale Spieldauer betrug etwa 70 Minuten. Das Format verfügte über zwei Tonkanäle und arbeitete nach dem Colour-Under-Verfahren.
Die Entwicklung der 2-Zoll-Quad ging 1974 in die letzte Stufe – das 2-Zoll-Super-High-Band, bei dem durch timecodegesteuertes Kopieren auf ein anderes Band geschnitten werden konnte. Ein Jahr später brachte Sony in den USA das 1⁄2-Zoll-Heimsystem Betamax auf den Markt, bei dem nach Colour-Under-Verfahren ein FBAS-Signal und eine Tonspur aufgenommen werden konnten. Die Spieldauer betrug maximal 180 Minuten, die Bandbreite etwa 3,2 MHz, was 250 Linien Auflösung entspricht. Im selben Jahr veröffentlichte BTS/Bosch das 1-Zoll-B-System, das für ARD und ZDF zum analogen Standard wurde. Aufgezeichnet wurde ein FBAS-Signal nach dem Direct-FM-Verfahren mit der Bandbreite von 5,5 MHz und segmentiert, wobei ein Halbbild auf sechs Spuren verteilt wurde. Das Videoband ist bei diesem Format um eine kleine Kopftrommel in Alpha-Umschlingung gewickelt. Aufgrund der mechanischen Ungenauigkeiten des Bandlaufes ist zum Abspielen ein Time Base Corrector im Wiedergabeweg erforderlich sowie überall dort, wo Direct-FM-Formate wiedergeben werden. Für die Nutzung von Slow- und Fastmotion wurde ein digitaler Halbbildspeicher verwendet. Drei analoge longitudinale Audiospuren konnten aufgezeichnet werden, wobei Spur 3 meistens für den Longitudinal Timecode verwendet wurde, allerdings war auch ein Vertical Interval TimeCode aufzeichenbar. Die Spieldauer betrug maximal eine Stunde. Ein transportables Gerät (BCN 20/21) wurde auch entwickelt, bei dem die beiden Spulen übereinander lagen und die Spieldauer 20 Minuten betrug.
1976 wurde das Video Home System (VHS) mit 1⁄2 Zoll von JVC vorgestellt. Aufgezeichnet wird bei diesem ein FBAS-Signal (Chroma nach Colour-Under-System) und eine Tonspur. Die Spieldauer beträgt bis zu vier Stunden (später auch bis zu fünf Stunden, die im Longplay dann zehn Stunden ergaben). Im selben Jahr wurde die Produktion von 2-Zoll-Quad-Maschinen eingestellt; Aufnahmemedien waren anschließend noch einige Zeit erhältlich.
Sony brachte 1977 U-matic Highband (Hi-Band) in Europa auf den Markt. Damit wurde das bisherige U-matic-Format zum Lowband (Lo-Band), welches das einzige U-matic-System in den USA darstellte. Besonders die Farbbandbreite wurde von 600 kHz (Lo-Band) auf 1 MHz angehoben, wodurch mehr Farben darstellbar wurden. Die Auflösung erhöhte sich dabei von 250 auf 260 Linien. Mit dem System wurden die ersten ENG-Einsätze möglich, beispielsweise beim Rhein-Hochwasser aus einem Ruderboot in der Kölner Altstadt.
Sony und Ampex führten 1978 1 Zoll C ein, welches sich als internationaler Standard etablierte. Die Spezifikationen ähneln dem Ein-Zoll-B-Format, jedoch war die Signalaufzeichnung nicht segmentiert, sodass ein Halbbild einer Spur entspricht und vier analoge longitudinale Audiokanäle zur Verfügung stehen. Einer davon (Kanal 4) wurde per se von der MAZ als Sync-, der dritte als LTC-Kanal verwendet. Die Kopftrommel wurde in Omega-Form umschlungen. Ein Jahr später führten Philips und Grundig Video 2000, ein 1⁄2-Zoll-Band-System, ein. Es verwendet aber nur 1⁄4 Zoll, da die Kassetten wie Kompaktkassetten wendbar sind, und bietet acht Stunden Aufnahmezeit im SP-Modus.

### 1980 bis 1989
Für den Heimanwender wurden 1980 tragbare Recorder und Camcorder für das Format VHS-C vorgestellt. Diese verkleinerten VHS-Kassetten bieten eine maximale Spieldauer von 30 Minuten. Mit einem mechanischen Adapter können VHS-C-Cassetten auch in üblichen VHS-Geräten verwendet werden.
1982 stellte Sony Betacam vor und JVC M (auch Chromatrack-M genannt). Beide Systeme zeichnen analoge Komponentensignale (YUV) auf. Die ersten 8-mm-Camcorder für Video 8 erschienen 1984 und arbeiteten nach dem Colour-Under-Verfahren. Aufgezeichnet wurden ein FBAS-Signal in VHS-Qualität und zwei Audiokanäle als AFM-Ton/HiFi-Ton.
1985 erschienen Super-Beta-Hifi-Geräte, deren Bildauflösung bei 285 Linien liegt und die AFM-Ton aufzeichnen. Im selben Jahr wurde die Gerätefertigung für Ein-Zoll-B- und C-Formate eingestellt. Die Bänder waren bis in die 1990er-Jahre erhältlich und bis dahin als Aufzeichnungsmedien in Gebrauch. BTS versuchte mit einem Ein-Zoll-Bandformat den Weg zum HDTV zu gehen: Die Entwicklung ermöglichte 1250 Bildzeilen bei 50 Halbbildern mit analogen Komponentensignalen (HD-MAC-Sendeformat), vier Spuren pro Segment, acht Segmenten pro Halbbild und analoger Tonaufzeichnung. Die Maschine BCH 1000 wurde allerdings nur in geringen Stückzahlen gefertigt.
Sony stellte 1986 das verbesserte Betacam SP vor. Es gab nun einen großen Kassettentyp bis 100 min, womit nahezu alle Sendungen mit einer Kassette aufnehmbar waren. Standardmäßig hatte das Format LTC- und VITC-Timecodes, zwei longitudinale Tonspuren, zwei AFM-Tonspuren sowie eine Luminanzspur mit 5,5 MHz und eine Chrominanzspur mit 2 MHz Bandbreite, sodass erstmals mit einem Kassettenformat die Auflösung der Ein-Zoll-Systeme erreicht wurde, da die Videobandbreite hauptsächlich die Bildschärfe bzw. Auflösung bestimmt. Es waren komplexe Studioumgebungen für dieses Format nötig und alle nachfolgenden professionellen Standards bauten auf den Erfahrungen und den Spezifikationen von Betacam SP auf. Die Laufzeiten der größeren Kassetten betragen 30, 60 oder 90 Minuten, der kleinen 5, 10, 20 oder 30 Minuten. Ein Aufnahmegerät, das Sony BVW 85, war in der Lage, zwei Tonkanäle als PCM-Ton aufzuzeichnen, sofern die longitudinale Audiospur 1 verwendet wurde. Panasonic veröffentlichte als Betacam-Konkurrenz MII mit bis zu 97 Minuten Laufzeit.
Der U-matic-SP-Standard wurde ebenso 1986 eingeführt. Die Auflösung wurde hierbei mit 330 Linien bei 4,2 MHz weiter vergrößert. Der Timecode war nun wie bei Hi-Band mit einem zusätzlichen Generator aufzeichenbar. Neu war ebenso eine Dolby-C-Rauschunterdrückung für die Tonspuren. Auch portable Geräte gab es nun für U-matic SP.

Mit D-1 erschien das erste digitale Kassettenformat mit 3⁄4-Zoll-Band, bei dem die Abtastung der Komponentensignale im Verhältnis 4:2:2 mit 13,5 MHz Luminanz und 6,75 MHz Chrominanz erfolgte. Die Quantisierung erfolgte mit 8 bit. Es konnten vier Mono- oder zwei Stereo-Tonsignale mit maximal 20 bit bis 48 kHz aufgezeichnet werden. Eine Audiospur konnte zur Orientierung im Shuttlebetrieb longitudinal aufgenommen werden. Es gab drei Kassettengrößen mit 12 Minuten (S), 34 Minuten (M) und 94 Minuten (L).
1987 wurde der S-VHS-Standard eingeführt: Mit speziellen Bändern konnte nun theoretisch bis zu 400 Linien Auflösung bei 4 MHz erreicht werden. Die Spuren werden im Gegensatz zu U-matic überlappend geschrieben, sie sind kürzer und das Bandtempo ist sehr gering. Mit dem Format hielt der S-Video-Anschluss Einzug, der Luminanz und Chrominanz (Helligkeit und Farbe) getrennt überträgt. Aufgezeichnet wird ein FBAS-Signal, zwei longitudinale Audiospuren, zwei AFM-Tonspuren und der VITC-Timecode. Wird die longitudinale Audiospur 2 verwendet, kann der LTC aufgezeichnet werden. S-VHS setzte sich vorwiegend im semiprofessionellen Bereich durch.
D2 (D-2) wurde 1988 von Ampex/Sony eingeführt und arbeitete wie D-1 mit einem 3⁄4-Zoll-Band, aber mit FBAS statt Komponentenein- bzw. -ausgängen. Das Bild wird mit 8 bit quantisiert, die Tonaufnahme ist zu D-1 identisch. Die Videobandbreite liegt bei 6,5 MHz. Im gleichen Jahr stellte Philips die Herstellung von Video 2000 ein. Auch erschien ED-Beta, welches sich jedoch nicht durchsetzte. Es hatte mit 520 Linien eine weitaus höhere Auflösung als S-VHS, wurde in Europa allerdings nicht veröffentlicht. Wie bei Super-Beta benötigte ED-Beta spezielle Aufnahmemedien, da sonst nur der Normal-Beta-Modus möglich war. 1988 wurde ebenso Hi8 als Nachfolger von Video8 eingeführt. Die Auflösung ist höher als bei S-VHS und auf die Aufzeichnung longitudinaler Audiospuren wird komplett verzichtet. Die Audiospur wird in Form von AFM-Ton und/oder PCM-Ton mit bis 15 kHz aufgenommen und ein 8-mm-Timecode kann aufgezeichnet werden.
1989 wurde ein Jahr nach D2 bereits D3 (D-3) eingeführt. Die Spezifikationen entsprechen dem D2-Format, allerdings ist das Band jetzt nur noch 1⁄2 Zoll breit, die Spiellängen betragen je nach Banddicke 50/64 Minuten (S), 95/125 Minuten (L) oder 180/245 Minuten (XL). Im selben Jahr brachte Sony HDVS auf den Markt, ein Ein-Zoll-System auf Spulenbasis für die digitale Aufzeichnung von HDTV-Signalen. Acht Mono- oder vier Stereo-Audiosignale können aufgezeichnet werden, zusätzlich zwei analoge Cue-Spuren und eine analoge LTC-Spur. Das System fand nur in Japan Verwendung, es arbeitete mit YUV.

### 1990 bis 1999
1993 stellte Sony Digital Betacam vor. Aufgezeichnet werden YUV-Komponenten, die mit 10 bit im Verhältnis 4:2:2 digitalisiert werden (im Gegensatz zu 8 bit bei anderen Formaten), wodurch sich eine Datenreduktion von 1:2 ergibt. Der Ton (vier Audiokanäle) ist mit 20 bit bei 48 kHz digitalisiert. Digital Betacam ist immer noch der weithin gültige Broadcast-Standard. Neu war der SDI-Anschluss. Komponenten-Video, Audio und Timecode werden über ein BNC-Kabel selbsttaktend digital mit 270 Mbit/s übertragen. Die Spieldauer ist ähnlich derjenigen von Beta SP. Im selben Jahr führte Ampex in den Vereinigten Staaten DCT ein, ein 3⁄4-Zoll-System mit Komponentenaufzeichnung, Quantisierung mit 8 bit und vier Audiokanälen, die mit 20 bit bei 48 kHz quantisiert waren. Die Betriebsart ist zwischen NTSC und PAL umschaltbar. Die Fertigung von Betamax wurde eingestellt.
1994 stellte Panasonic das D5-Format (D-5) vor. Es blieb beim 1⁄2-Zoll-Band, nur wurde jetzt mit digitaler Komponentenaufzeichnung gearbeitet. Es konnte wahlweise mit 10 oder 8 bit quantisiert werden. D-3-Bänder konnten wiedergegeben werden, ansonsten waren die Spezifikationen wie bei Digibeta oder DCT. Auf dem japanischen und amerikanischen Markt erschien UNIHI von Sony. Es war das erste Kassettensystem für HDTV und löste HDVS ab. Die Videobandbreite liegt bei 20 MHz, YUV-Aufzeichnung und vier Audio-Kanälen.
Ein Jahr später wurde von BTS D6 (D-6) vorgestellt, ein HDTV-System mit 30 MHz Videobandbreite, Komponentenaufzeichnung und zwölf digitalen Audiokanälen. W-VHS (Wide VHS) wurde in Japan vorgestellt: analoges HDTV mit der Videobandbreite von 13 MHz, Chrominanzbandbreite 4 MHz. Aufgezeichnet werden YUV für Video, AFM-Ton für Audio und digitales Audio (PCM-Ton) auf jeweils zwei Spuren. Die Herstellung des U-matic-Systems wurde eingestellt.
Das Format Digital Video (DV) wurde auf breiter Basis zu Beginn des Jahres 1996 eingeführt. Es sollte ein preisgünstiges Consumer-Format sein. Die Datenrate beträgt 25 Mbit/s, was einer Kompression von 5:1 und einer Videobandbreite von etwa 5 MHz entspricht, zwei Tonspuren werden mit 12 bit oder 16 bit mit 44,1 oder bei manchen Geräten auch 48 kHz PCM-Ton aufgezeichnet. Locked Audio ist optional möglich. Die Video Machine von FAST war Vorreiter auf diesem Gebiet. Es handelte sich um mehrere Karten (16 Bit ISA) und drei oder vier außerhalb des Rechners zu platzierende Boxen (In- und Output, Signalprocessing). Das Media-100-System für den Mac war zu der Zeit ebenfalls führend, Windows 95 mangelte es noch an wichtiger Unterstützung. Noch im selben Jahr führte Sony DVCAM ein, das sich lediglich durch eine 50 % höhere Bandlaufgeschwindigkeit (resultierend aus der höheren Spurbreite) und Locked Audio von DV unterscheidet. Vier Audio-Kanäle sind technisch möglich, dann allerdings nur 32 kHz und 12 Bit. Ein 60-Minuten-DV-Band ist äquivalent zu 40 Minuten DVCAM. Sony veröffentlichte zudem Betacam SX für den Gebrauch in der täglichen Nachrichten- und Berichterstattung. Das System zeichnet im MPEG-2-Standard auf, tastet 4:2:2 ab und komprimiert mit DCT Intraframe 10:1. Die Laufzeiten ähneln denen von Digibeta. Das Pendant aus dem Lager der Konkurrenz JVC war 1996 das System Digital S (auch D-9 genannt). Hier gab es keine weiteren Geräte außer den MAZen. Die Komprimierung nach DCT beträgt hier 3,3:1, was 50 MBit/s entspricht. Die Entwicklung basierte auf den Erfahrungen des S-VHS- und des W-VHS-Systems. Die Kassetten entsprechen von den Abmessungen her der VHS.
1997 wurde das Format HDCAM von Sony entwickelt, das den HD-Nachfolger von Digital Betacam darstellte. HDCAM-Kameras zeichnen 1920 × 1080 Pixel bei 24, 25, 30 und 100 Bildern pro Sekunde auf. Die Bandformate subsampeln 1920 × 1080 Pixel bei YCbCr 3:1:1 mit 8 bit Quantisierung. Das Format wurde für die Produktion von Kinospielfilmen genutzt, so beispielsweise Star Wars oder Collateral. Mit über 30.000 verkauften Systemen bis 2007 wurde HDCAM mit großem Abstand das marktführende professionelle Format für digitale Kinoproduktion und HDTV.
Panasonic führte 1999 das System DVCPro 50 ein, das wie Sonys DVCAM 50 MBit/s verarbeitet. Es tastet 4:2:2 ab und komprimiert nach DCT auf 3,3:1. Die meisten MAZen können DV, MiniDV, DVCAM, DVCPro (25) und DVCPro50 lesen, denn die DV-Formate benutzen identische Kassetten. IMX MPEG wurde von Sony im selben Jahr eingeführt. Es ist ein auf der MPEG-Technologie basierendes Format. Die Videodaten können als Dateien beim Schnitt direkt angesprochen und so entsprechend auf den Rechner kopiert werden. Die DCT-Kompression komprimiert 3,3:1. Es wurde beispielsweise vom RBB neben BetaSX bei Nachrichten eingesetzt. MAZen wie die MSW-A2000P von Sony spielen Betacam, Betacam SP, Digital Betacam, Betacam SX und IMX ab. Sie waren im Einsatz in Sendern, die parallel mehrere Formate nutzten, besonders in den noch immer oft genutzten 3-Maschinen-Schnittplätzen als Zuspieler. Das ebenfalls 1999 auf den Markt gekommene Digital8 zeichnet die gleiche Qualität auf wie MiniDV oder Normal DV, nur auf 8-mm-Band. Eine 120er Hi8-Kassette nimmt 60 Minuten Digital8-Video auf. Inzwischen sind diese Geräte aufgrund des Preisverfalls bei DV und der kleineren Kassetten und damit auch kleineren Camcordern vom Markt verschwunden. Die meisten Geräte geben auch Hi8 und Video8 wieder.

### 2000 bis heute
JVC stellte 2001 das Digital Video Home System (D-VHS) vor. Es zeichnet mit doppelter DVD-Datenrate auf VHS-Kassetten auf, was etwa 16–20 Mbit/s entspricht und das erste Consumer-Aufzeichnungsgerät für HDTV-Signale darstellt.
Sony stellte 2003 die Weiterentwicklung von HDCAM vor: HDCAM SR. Es bietet neben YCbCr auch RGB in 4:4:4-Abtastung mit 10 bit Quantisierung. Ein Jahr später wurde die Herstellung des Betacam-SP-Systems endgültig eingestellt; Aufnahmemedien waren allerdings weiter verfügbar, allerdings forcierte dies den Umstieg auf Digibeta, BetaSX, IMX oder gleich auf HD. Im Jahr 2004 wurde das Format High Definition Video eingeführt, welches als semiprofessionelles Format gedacht ist. Es verwendet, anders als DV, eine MPEG2-GOP-Datenreduktion, bei dem Bildergruppen zur Datenreduktion eingesetzt werden. Das Format arbeitet auf Basis des 1080i-Formats; eine Konvertierung auf SD-Formate erlauben aber fast alle Geräte. Mittlerweile werden HDV-Kameras auch im Broadcast-Bereich eingesetzt und die Kamerahersteller vertreiben auf professionelle Anwender zugeschnittene Kameras.
Weitere Formaterweiterungen erschienen 2005 auf dem Markt: Die Formate D5 (D-5) und DVCPro 50 von Panasonic wurden zu D5 HD und DVCPro 100 weiterentwickelt. Ab 2006 boten die Hersteller vermehrt Kameras und Schnittsysteme an, bei denen auf eine Magnetaufzeichnung verzichtet und stattdessen eine bandlose Aufzeichnung auf der von der Blu-ray Disc abgeleiteten Professional Disc for Broadcast (Sony XDCAM) oder auf Speicherkarten (Sony SxS, Panasonic P2 oder Ikegami Editcam) erfolgt.